# Géospize fuligineux
Geospiza fuliginosa
Espèce
Synonymes
- Geospiza fulginosa

Statut de conservation UICN

 LC  : Préoccupation mineure
Le Géospize fuligineux (Geospiza fuliginosa) est l'une des espèces de passereaux plus connues sous le nom de pinsons de Darwin. Elle appartient à la famille des Thraupidae.